# Enterocytozoonidae
Enterocytozoonidae är en familj av svampar. Enterocytozoonidae ingår i ordningen Microsporida, klassen Microsporea, divisionen Microspora och riket svampar.
|                    | Nosematidae                      |
|                    |                                  |
| Enterocytozoonidae | \| \| Enterocytozoon \| \| \| \| |
|                    | \| \| Enterocytozoon \| \| \| \| |
|                    | Abelsporidae                     |
|                    |                                  |
|                    | Glugeidae                        |
|                    |                                  |
|                    | Pleistophoridae                  |
|                    |                                  |
|                    | Thelohaniidae                    |
|                    |                                  |
|                    | Microsporidium                   |
|                    |                                  |
|                    | Kabatana                         |
|                    |                                  |
|                    | Enterocytozoon                   |
|                    |                                  |

|  | Enterocytozoon |
|  |                |